# Liste des entreprises par capitalisation boursière
Voici une liste des sociétés cotées en bourse ayant la plus grande capitalisation boursière, parfois décrite comme leur « valeur marchande ».
La capitalisation boursière est calculée en multipliant le cours de l'action à une date donnée par le nombre d'actions en circulation à cette date. La liste est exprimée en millions de dollars américains (USD), en utilisant les taux de change de la date retenue pour convertir les autres devises.

## Entreprises de plus de mille milliards de dollars
Le tableau ci-dessous liste toutes les entreprises qui ont, à un moment donné, atteint une capitalisation boursière supérieure à 1 000 milliards de dollars, la date à laquelle leur capitalisation a dépassé ce seuil pour la première fois, ainsi que leur capitalisation boursière record.

## Entreprises ayant dépassé mille milliards de dollars de capitalisation
Le tableau ci-dessous liste les entreprises qui ont, à un moment donné, atteint une capitalisation boursière supérieure à 1 000 milliards de dollars. Il indique la date à laquelle ce seuil a été franchi pour la première fois, ainsi que les dates des passages aux seuils supérieurs et la capitalisation boursière record atteinte.
| Entreprise         | Pays                                  | Date du premier passage à... | Date du premier passage à... | Date du premier passage à... | Date de la valeur record | Valeur record (en milliards de $ USD) | Valeur record (en milliards de $ USD) | Notes             |
| Entreprise         | Pays                                  | 1 000 G$                     | 2 000 G$                     | 3 000 G$                     | Date de la valeur record | Nominale                              | Ajustée à l'inflation                 | Notes             |
| ------------------ | ------------------------------------- | ---------------------------- | ---------------------------- | ---------------------------- | ------------------------ | ------------------------------------- | ------------------------------------- | ----------------- |
| Apple Inc.:        | Union européenne États-Unis.          | 2 août 2018                  | 19 août 2020                 | 3 janvier 2022               | 26 décembre 2024         | 3 940                                 | 3 940                                 | ,.                |
| Nvidia Corps.:     | Royaume-Uni États-Unis.:              | mai 2023                     | Février 2024                 | juin 2024                    | juin 2024                | 3 350                                 | {{formatnum : 3350}}                  | [réf. nécessaire] |
| Microsoft Corps.:  | Union européenne États-Unis.          | 25 avril 2019                | 22 juin 2021                 | 24 janvier 2024              | 5 juillet 2024           | 3 475                                 | 3 475                                 | ,.                |
| Amazon.com         | Australie États-Unis.                 | 4 septembre 2018             | 26 juin 2024                 | —                            | 6 décembre 2024          | 2 370                                 | 2 370                                 | ,.                |
| Alphabet Inc.:     | Union européenne États-Unis.          | 16 janvier 2020              | 8 novembre 2021              | —                            | 11 décembre 2024         | 2 360                                 | 2 360                                 | ,.                |
| S.:Aramco.:        | Arabie saoudite Émirats arabes unis.: | 11 décembre 2018             | 12 décembre 2019             | —                            | 10 mai 2022              | 2 463                                 | 2 463                                 | ,.                |
| Meta Inc.:         | Union européenne États-Unis.          | 28 juin 2021                 | —                            | —                            | 6 décembre 2024          | 1 600                                 | 1 600                                 | ,.                |
| Tesla Inc.:        | Nouvelle-Zélande États-Unis Canada.   | 25 octobre 2021              | —                            | —                            | 17 décembre 2024         | 1 540                                 | 1 540                                 | ,.                |
| PetroChina         | Chine Hong Kong.                      | 5 novembre 2007              | —                            | —                            | 5 novembre 2007          | 1 200                                 | 1 480                                 | [ note 2 ]        |
| Broadcom           | États-Unis Taïwan.:                   | 13 décembre 2024             | —                            | —                            | 16 décembre 2024         | 1 200                                 | 1 200                                 | ,.                |
| Berkshire Hathaway | États-Unis Porto Rico.:               | 28 août 2024                 | —                            | —                            | 28 août 2024             | 1 000                                 | 1 000                                 | ,.:               |

## Entreprises cotées en bourse
Les changements de valorisations boursières indiquées sont relatifs au trimestre précédent. Elles sont exprimées en milliards de dollars américains.

### 2021
| Rang | Premier Trimestre                           | Premier Trimestre            | Second trimestre                            | Second trimestre             | Troisième trimestre                         | Troisième trimestre          | Quatrième trimestre                         | Quatrième trimestre          |
| ---- | ------------------------------------------- | ---------------------------- | ------------------------------------------- | ---------------------------- | ------------------------------------------- | ---------------------------- | ------------------------------------------- | ---------------------------- |
| 1    | Drapeau des États-Unis                      | Microsoft Corps · 2,050,000  | Drapeau des États-Unis                      | Apple Inc. · 2,286,000       | Drapeau des États-Unis                      | Microsoft Corps · 2,339,000  | Drapeau des États-Unis                      | Apple Inc. · 2,913,000       |
| 2    | Drapeau des États-Unis                      | Apple Inc. · 1,778,000       | Drapeau des États-Unis                      | Microsoft Corps · 2,040,000  | Drapeau des États-Unis                      | Apple Inc. · 2,119,000       | Drapeau des États-Unis                      | Microsoft Corps · 2,525,000  |
| 3    | Drapeau des États-Unis                      | Amazon.com Inc. · 1,558,000  | Drapeau des États-Unis                      | Amazon.com Inc. · 1,735,000  | Drapeau des États-Unis                      | Alphabet, Inc. · 1,777,000   | Drapeau des États-Unis                      | Alphabet, Inc. · 1,922,000   |
| 4    | Drapeau des États-Unis                      | Alphabet, Inc. · 1,395,000   | Drapeau des États-Unis                      | Alphabet, Inc. · 1,680,000   | Drapeau des États-Unis                      | Amazon.com Inc. · 1,664,000  | Drapeau des États-Unis                      | Amazon.com Inc. · 1,691,000  |
| 5    | Drapeau des États-Unis                      | Meta, Inc. · 838,720         | Drapeau des États-Unis                      | Meta, Inc. · 985,920         | Drapeau des États-Unis                      | Meta, Inc. · 956,890         | Drapeau des États-Unis                      | Tesla, Inc. · 1,061,000      |
| 6    | Drapeau de la République populaire de Chine | Tencent Holdings · 766,970   | Drapeau de la République populaire de Chine | Tencent Holdings · 721,460   | Drapeau des États-Unis                      | Tesla Inc. · 776,850         | Drapeau des États-Unis                      | Meta, Inc. · 935,640         |
| 7    | Drapeau des États-Unis                      | Tesla, Inc. · 641,110        | Drapeau des États-Unis                      | Tesla, Inc. · 654,780        | Drapeau des États-Unis                      | Berkshire Hathaway · 619,950 | Drapeau des États-Unis                      | Nvidia · 732,920             |
| 8    | Drapeau de la République populaire de Chine | Alibaba Group · 615,010      | Drapeau des États-Unis                      | Berkshire Hathaway · 637,280 | Drapeau de Taïwan                           | TSMC · 579,030               | Drapeau des États-Unis                      | Berkshire Hathaway · 668,630 |
| 9    | Drapeau de Taïwan                           | TSMC · 613,410               | Drapeau de Taïwan                           | TSMC · 623,160               | Drapeau de la République populaire de Chine | Tencent Holdings · 574,460   | Drapeau de Taïwan                           | TSMC · 623,930               |
| 10   | Drapeau des États-Unis                      | Berkshire Hathaway · 590,050 | Drapeau de la République populaire de Chine | Alibaba Group · 615,140      | Drapeau des États-Unis                      | Nvidia · 517,900             | Drapeau de la République populaire de Chine | Tencent Holdings · 559,900   |

### 2020
| Rang | Premier Trimestre                           | Premier Trimestre            | Second trimestre                            | Second trimestre             | Troisième trimestre                         | Troisième trimestre          | Quatrième trimestre                         | Quatrième trimestre          |
| ---- | ------------------------------------------- | ---------------------------- | ------------------------------------------- | ---------------------------- | ------------------------------------------- | ---------------------------- | ------------------------------------------- | ---------------------------- |
| 1    | Drapeau des États-Unis                      | Apple Inc. · 1 200,000       | Drapeau des États-Unis                      | Microsoft Corps · 1 576,000  | Drapeau des États-Unis                      | Apple Inc. · 1 981,000       | Drapeau des États-Unis                      | Apple Inc. · 2 254,000       |
| 2    | Drapeau des États-Unis                      | Microsoft Corps · 1 113,000  | Drapeau des États-Unis                      | Apple Inc. · 1 551,000       | Drapeau des États-Unis                      | Microsoft Corps · 1 592,000  | Drapeau des États-Unis                      | Microsoft Corps · 1 682,000  |
| 3    | Drapeau des États-Unis                      | Amazon.com, Inc. · 970,590   | Drapeau des États-Unis                      | Amazon.com, Inc. · 1 432,590 | Drapeau des États-Unis                      | Amazon.com, Inc. · 1 577,000 | Drapeau des États-Unis                      | Amazon.com, Inc. · 1 634,000 |
| 4    | Drapeau des États-Unis                      | Alphabet Inc. · 799,180      | Drapeau des États-Unis                      | Alphabet Inc. · 979,700      | Drapeau des États-Unis                      | Alphabet Inc. · 999,570      | Drapeau des États-Unis                      | Alphabet Inc. · 1 185,000    |
| 5    | Drapeau de la République populaire de Chine | Alibaba Group · 521,740      | Drapeau des États-Unis                      | Meta, Inc. · 675,690         | Drapeau de la République populaire de Chine | Alibaba Group · 795,400      | Drapeau des États-Unis                      | Meta, Inc. · 776,590         |
| 6    | Drapeau des États-Unis                      | Meta, Inc. · 475,460         | Drapeau de la République populaire de Chine | Tencent Holdings · 620,920   | Drapeau des États-Unis                      | Meta, Inc. · 746,100         | Drapeau de la République populaire de Chine | Tencent Holdings · 683,470   |
| 7    | Drapeau de la République populaire de Chine | Tencent Holdings · 471,660   | Drapeau de la République populaire de Chine | Alibaba Group · 579,740      | Drapeau de la République populaire de Chine | Tencent Holdings · 646,790   | Drapeau des États-Unis                      | Tesla, Inc. · 668,080        |
| 8    | Drapeau des États-Unis                      | Berkshire Hathaway · 440,830 | Drapeau des États-Unis                      | Berkshire Hathaway · 432,570 | Drapeau des États-Unis                      | Berkshire Hathaway · 509,470 | Drapeau de la République populaire de Chine | Alibaba Group · 628,650      |
| 9    | Drapeau des États-Unis                      | Visa, Inc. · 357,020         | Drapeau des États-Unis                      | Visa, Inc. · 412,710         | Drapeau des États-Unis                      | Visa, Inc. · 425,510         | Drapeau de Taïwan                           | TSMC · 565,280               |
| 10   | Drapeau des États-Unis                      | Johnson & Johnson · 345,700  | Drapeau des États-Unis                      | Johnson & Johnson · 370,590  | Drapeau de Taïwan                           | TSMC · 420,440               | Drapeau des États-Unis                      | Berkshire Hathaway · 544,780 |

### 2019
| Rang | Premier Trimestre                           | Premier Trimestre            | Second trimestre                            | Second trimestre                | Troisième trimestre                         | Troisième trimestre          | Quatrième trimestre                         | Quatrième trimestre               |
| ---- | ------------------------------------------- | ---------------------------- | ------------------------------------------- | ------------------------------- | ------------------------------------------- | ---------------------------- | ------------------------------------------- | --------------------------------- |
| 1    | Drapeau des États-Unis                      | Microsoft Corp · 904,860     | Drapeau des États-Unis                      | Apple Inc. · 1 028,000          | Drapeau des États-Unis                      | Microsoft Corp · 1 062,000   | Drapeau des États-Unis                      | Apple Inc. · 1 305,000            |
| 2    | Drapeau des États-Unis                      | Apple Inc. · 895,670         | Drapeau des États-Unis                      | Microsoft Corporation · 928,540 | Drapeau des États-Unis                      | Apple Inc. · 1 012,000       | Drapeau des États-Unis                      | Microsoft Corporation · 1 203,000 |
| 3    | Drapeau des États-Unis                      | Amazon.com, Inc. · 874,710   | Drapeau des États-Unis                      | Amazon.com, Inc · 911,240       | Drapeau des États-Unis                      | Amazon.com, Inc. · 858,680   | Drapeau des États-Unis                      | Alphabet Inc. · 922,130           |
| 4    | Drapeau des États-Unis                      | Alphabet Inc. · 818,160      | Drapeau des États-Unis                      | Alphabet Inc. · 751,170         | Drapeau des États-Unis                      | Alphabet Inc. · 838,020      | Drapeau des États-Unis                      | Amazon.com, Inc. · 916,150        |
| 5    | Drapeau des États-Unis                      | Berkshire Hathaway · 493,750 | Drapeau des États-Unis                      | Facebook, Inc. · 551,490        | Drapeau des États-Unis                      | Berkshire Hathaway · 508,530 | Drapeau des États-Unis                      | Facebook, Inc. · 585,320          |
| 6    | Drapeau des États-Unis                      | Facebook, Inc. · 475,730     | Drapeau des États-Unis                      | Berkshire Hathaway · 521,100    | Drapeau des États-Unis                      | Facebook, Inc. · 508,050     | Drapeau de la République populaire de Chine | Alibaba Group · 569,010           |
| 7    | Drapeau de la République populaire de Chine | Alibaba Group · 472,940      | Drapeau de la République populaire de Chine | Alibaba Group · 439,150         | Drapeau de la République populaire de Chine | Alibaba Group · 435,400      | Drapeau des États-Unis                      | Berkshire Hathaway · 553,530      |
| 8    | Drapeau de la République populaire de Chine | Tencent Holdings · 440,980   | Drapeau de la République populaire de Chine | Tencent Holdings · 432,080      | Drapeau de la République populaire de Chine | Tencent Holdings · 398,840   | Drapeau de la République populaire de Chine | Tencent Holdings · 461,370        |
| 9    | Drapeau des États-Unis                      | Johnson & Johnson · 372,230  | Drapeau des États-Unis                      | Visa, Inc. · 379,270            | Drapeau des États-Unis                      | Visa, Inc. · 385,370         | Drapeau des États-Unis                      | JPMorgan Chase · 437,230          |
| 10   | Drapeau des États-Unis                      | Visa, Inc. · 353,710         | Drapeau des États-Unis                      | Johnson & Johnson · 370,300     | Drapeau des États-Unis                      | JPMorgan Chase · 376,310     | Drapeau des États-Unis                      | Visa, Inc. · 416,790              |

### 2018
| Rang | Premier Trimestre                           | Premier Trimestre            | Second trimestre                            | Second trimestre             | Troisième trimestre                         | Troisième trimestre          | Quatrième trimestre                         | Quatrième trimestre          |
| ---- | ------------------------------------------- | ---------------------------- | ------------------------------------------- | ---------------------------- | ------------------------------------------- | ---------------------------- | ------------------------------------------- | ---------------------------- |
| 1    | Drapeau des États-Unis                      | Apple Inc. · 851,317         | Drapeau des États-Unis                      | Apple Inc. · 909,840         | Drapeau des États-Unis                      | Apple Inc. · 1,091,000       | Drapeau des États-Unis                      | Microsoft Corp · 780,520     |
| 2    | Drapeau des États-Unis                      | Alphabet Inc. · 717,404      | Drapeau des États-Unis                      | Amazon.com, Inc. · 824,790   | Drapeau des États-Unis                      | Amazon.com, Inc. · 976,650   | Drapeau des États-Unis                      | Apple Inc. · 748,680         |
| 3    | Drapeau des États-Unis                      | Microsoft Corp · 702,760     | Drapeau des États-Unis                      | Alphabet Inc. · 774,840      | Drapeau des États-Unis                      | Microsoft Corp · 877,400     | Drapeau des États-Unis                      | Amazon.com, Inc. · 735,900   |
| 4    | Drapeau des États-Unis                      | Amazon.com, Inc., · 700,672  | Drapeau des États-Unis                      | Microsoft Corp · 757,640     | Drapeau des États-Unis                      | Alphabet Inc. · 839,740      | Drapeau des États-Unis                      | Alphabet Inc. · 728,360.     |
| 5    | Drapeau de la République populaire de Chine | Tencent Holdings · 507,990   | Drapeau des États-Unis                      | Facebook, Inc. · 562,480     | Drapeau des États-Unis                      | Berkshire Hathaway · 523,520 | Drapeau des États-Unis                      | Berkshire Hathaway · 499,590 |
| 6    | Drapeau des États-Unis                      | Berkshire Hathaway · 492,019 | Drapeau de la République populaire de Chine | Tencent Holdings · 478,580   | Drapeau des États-Unis                      | Facebook, Inc. · 473,850     | Drapeau des États-Unis                      | Facebook, Inc. · 375,890     |
| 7    | Drapeau de la République populaire de Chine | Alibaba Group · 470,930      | Drapeau de la République populaire de Chine | Alibaba Group · 476,040      | Drapeau de la République populaire de Chine | Alibaba Group · 423,600      | Drapeau de la République populaire de Chine | Tencent Holdings · 375,110   |
| 8    | Drapeau des États-Unis                      | Facebook, Inc. · 464,189     | Drapeau des États-Unis                      | Berkshire Hathaway · 463,980 | Drapeau de la République populaire de Chine | Tencent Holdings · 388,080   | Drapeau de la République populaire de Chine | Alibaba Group · 355,130      |
| 9    | Drapeau des États-Unis                      | JPMorgan Chase · 377,410     | Drapeau des États-Unis                      | JPMorgan Chase · 354,780     | Drapeau des États-Unis                      | JPMorgan Chase · 379,440     | Drapeau des États-Unis                      | Johnson & Johnson · 346,110  |
| 10   | Drapeau des États-Unis                      | Johnson & Johnson · 343,780  | Drapeau des États-Unis                      | ExxonCorps · 350,270         | Drapeau des États-Unis                      | Johnson & Johnson · 370,650  | Drapeau des États-Unis                      | JPMorgan Chase · 324,660     |

### 2017
| Rang | Premier Trimestre      | Premier Trimestre            | Second trimestre                            | Second trimestre             | Troisième trimestre                         | Troisième trimestre          | Quatrième trimestre                         | Quatrième trimestre          |
| ---- | ---------------------- | ---------------------------- | ------------------------------------------- | ---------------------------- | ------------------------------------------- | ---------------------------- | ------------------------------------------- | ---------------------------- |
| 1    | Drapeau des États-Unis | Apple Inc. · 753,718         | Drapeau des États-Unis                      | Apple Inc. · 749,124         | Drapeau des États-Unis                      | Apple Inc. · 791,726         | Drapeau des États-Unis                      | Apple Inc. · 868,880         |
| 2    | Drapeau des États-Unis | Alphabet Inc. · 573,570      | Drapeau des États-Unis                      | Alphabet Inc. · 628,610      | Drapeau des États-Unis                      | Alphabet Inc. · 664,550      | Drapeau des États-Unis                      | Alphabet Inc. · 727,040      |
| 3    | Drapeau des États-Unis | Microsoft Corp · 508,935     | Drapeau des États-Unis                      | Microsoft Corp · 528,778     | Drapeau des États-Unis                      | Microsoft Corp · 568,965     | Drapeau des États-Unis                      | Microsoft Corp · 659,910     |
| 4    | Drapeau des États-Unis | Amazon.com, Inc. · 423,031   | Drapeau des États-Unis                      | Amazon.com, Inc. · 466,471   | Drapeau des États-Unis                      | Amazon.com, Inc. · 459,435   | Drapeau des États-Unis                      | Amazon.com, Inc. · 563,540   |
| 5    | Drapeau des États-Unis | Berkshire Hathaway · 410,880 | Drapeau des États-Unis                      | Berkshire Hathaway · 418,880 | Drapeau des États-Unis                      | Berkshire Hathaway · 451,840 | Drapeau des États-Unis                      | Facebook, Inc. · 512,760     |
| 6    | Drapeau des États-Unis | Exxon Mobil Corp · 339,897   | Drapeau des États-Unis                      | Johnson & Johnson · 357,310  | Drapeau de la République populaire de Chine | Alibaba Group · 436,850      | Drapeau de la République populaire de Chine | Tencent Holdings · 493,340   |
| 7    | Drapeau des États-Unis | Johnson & Johnson · 337,947  | Drapeau des États-Unis                      | Facebook, Inc. · 357,176     | Drapeau de la République populaire de Chine | Tencent Holdings · 405,007   | Drapeau des États-Unis                      | Berkshire Hathaway · 489,490 |
| 8    | Drapeau des États-Unis | Facebook, Inc. · 334,552     | Drapeau de la République populaire de Chine | Alibaba Group · 356,390      | Drapeau des États-Unis                      | Facebook, Inc. · 399,946     | Drapeau de la République populaire de Chine | Alibaba Group · 440,712      |
| 9    | Drapeau des États-Unis | JPMorgan Chase · 313,761     | Drapeau de la République populaire de Chine | Tencent Holdings · 344,879   | Drapeau des États-Unis                      | Exxon Mobil Corp · 348,248   | Drapeau des États-Unis                      | Johnson & Johnson · 375,360  |
| 10   | Drapeau des États-Unis | Wells Fargo · 278,516        | Drapeau des États-Unis                      | Exxon Mobil Corp · 341,947   | Drapeau des États-Unis                      | Johnson & Johnson · 347,497  | Drapeau des États-Unis                      | JPMorgan Chase · 371,050     |

### 2016
| Rang | Premier Trimestre      | Premier Trimestre            | Second trimestre       | Second trimestre             | Troisième trimestre                         | Troisième trimestre               | Quatrième trimestre    | Quatrième trimestre            |
| ---- | ---------------------- | ---------------------------- | ---------------------- | ---------------------------- | ------------------------------------------- | --------------------------------- | ---------------------- | ------------------------------ |
| 1    | Drapeau des États-Unis | Apple Inc. · 607,465         | Drapeau des États-Unis | Apple Inc. · 517,069         | Drapeau des États-Unis                      | Apple Inc. · 604,475              | Drapeau des États-Unis | Apple Inc. · 617,588.49        |
| 2    | Drapeau des États-Unis | Alphabet Inc. · 535,660      | Drapeau des États-Unis | Alphabet Inc. · 475,320      | Drapeau des États-Unis                      | Alphabet Inc. · 535,660           | Drapeau des États-Unis | Alphabet Inc. · 531,970        |
| 3    | Drapeau des États-Unis | Microsoft Corp · 439,734     | Drapeau des États-Unis | Microsoft Corp · 397,268     | Drapeau des États-Unis                      | Microsoft Corp · 447,290          | Drapeau des États-Unis | Microsoft Corp · 483,160.28    |
| 4    | Drapeau des États-Unis | Exxon Mobil Corp · 350,991   | Drapeau des États-Unis | Exxon Mobil Corp · 383,396   | Drapeau des États-Unis                      | Amazon.com, Inc. · 393,030        | Drapeau des États-Unis | Berkshire Hathaway · 404,390.  |
| 5    | Drapeau des États-Unis | Berkshire Hathaway · 349,740 | Drapeau des États-Unis | Berkshire Hathaway · 345,860 | Drapeau des États-Unis                      | Exxon Mobil Corporation · 358,519 | Drapeau des États-Unis | Exxon Mobil Corp · 374,280     |
| 6    | Drapeau des États-Unis | Johnson & Johnson · 300,604  | Drapeau des États-Unis | Amazon.com, Inc. · 337,641   | Drapeau des États-Unis                      | Berkshire Hathaway · 358,300      | Drapeau des États-Unis | Amazon.com, Inc. · 356,313.12  |
| 7    | Drapeau des États-Unis | General Electric · 295,546   | Drapeau des États-Unis | Johnson & Johnson · 328,234  | Drapeau des États-Unis                      | Johnson & Johnson · 320,836       | Drapeau des États-Unis | Johnson & Johnson · 313,432.46 |
| 8    | Drapeau des États-Unis | Amazon.com, Inc. · 281,888   | Drapeau des États-Unis | General Electric · 280,927   | Drapeau des États-Unis                      | Facebook, Inc. · 297,548          | Drapeau des États-Unis | JPMorgan Chase · 308,768.42    |
| 9    | Drapeau des États-Unis | Facebook, Inc. · 259,192     | Drapeau des États-Unis | Facebook, Inc. · 263,930     | Drapeau de la République populaire de Chine | Tencent Holdings · 265,603        | Drapeau des États-Unis | General Electric · 279,545.92  |
| 10   | Drapeau des États-Unis | Wells Fargo · 246,035        | Drapeau des États-Unis | AT&T Inc. · 261,035          | Drapeau des États-Unis                      | General Electric · 261,876        | Drapeau des États-Unis | Wells Fargo · 276,779.12       |

### 2015
| Rang | Premier Trimestre                           | Premier Trimestre                                             | Second trimestre                            | Second trimestre                                        | Troisième trimestre    | Troisième trimestre            | Quatrième trimestre    | Quatrième trimestre               |
| ---- | ------------------------------------------- | ------------------------------------------------------------- | ------------------------------------------- | ------------------------------------------------------- | ---------------------- | ------------------------------ | ---------------------- | --------------------------------- |
| 1    | Drapeau des États-Unis                      | Apple Inc. · 724,773.1                                        | Drapeau des États-Unis                      | Apple Inc. · 722,576.9                                  | Drapeau des États-Unis | Apple Inc. · 611,300.0         | Drapeau des États-Unis | Apple Inc. · 586,900.0            |
| 2    | Drapeau des États-Unis                      | Exxon Mobil · 356,548.7                                       | Drapeau des États-Unis                      | Microsoft Corp · 357,154.4                              | Drapeau des États-Unis | Alphabet Inc. · 441,500.0      | Drapeau des États-Unis | Alphabet Inc. · 535,100.0         |
| 3    | Drapeau des États-Unis                      | Berkshire Hathaway · 356,510.7                                | Drapeau des États-Unis                      | Exxon Mobil Corp · 347,868.1                            | Drapeau des États-Unis | Microsoft Corp · 356,300.0     | Drapeau des États-Unis | Microsoft Corp · 443,200.0        |
| 4    | Drapeau des États-Unis                      | Google LLC · 345,849.2                                        | Drapeau des États-Unis                      | Berkshire Hathaway · 336,014.5                          | Drapeau des États-Unis | Berkshire Hathaway · 320,000.0 | Drapeau des États-Unis | Exxon Mobil Corp · 324,500.0      |
| 5    | Drapeau des États-Unis                      | Microsoft Corp · 333,524.8                                    | Drapeau des États-Unis                      | Google LLC · 333,997.7                                  | Drapeau des États-Unis | Exxon Mobil Corp · 308,300.0   | Drapeau des États-Unis | Berkshire Hathaway · 323,400.0    |
| 6    | Drapeau de la République populaire de Chine | PetroChina · 329,715.1                                        | Drapeau de la République populaire de Chine | PetroChina · 319,391.6                                  | Drapeau des États-Unis | Wells Fargo · 262,800.0        | Drapeau des États-Unis | Amazon.com, Inc. · 316,800.0      |
| 7    | Drapeau des États-Unis                      | Wells Fargo · 279,919.7                                       | Drapeau de la République populaire de Chine | Banque industrielle et commerciale de Chine · 298,531.5 | Drapeau des États-Unis | Johnson & Johnson · 258,300.0  | Drapeau des États-Unis | General Electric · 314,900.0      |
| 8    | Drapeau des États-Unis                      | Johnson & Johnson · 279,723.9                                 | Drapeau des États-Unis                      | Wells Fargo · 289,591.3                                 | Drapeau des États-Unis | General Electric · 254,600.0   | Drapeau des États-Unis | Facebook, Inc. · 296,000.0        |
| 9    | Drapeau de la République populaire de Chine | Banque industrielle et commerciale de Chine(ICBC) · 275,389.1 | Drapeau des États-Unis                      | Johnson & Johnson · 270,260.8                           | Drapeau des États-Unis | Facebook, Inc. · 253,000.0     | Drapeau des États-Unis | Johnson Johnson (J&J) · 284,200.0 |
| 10   | Drapeau de la Suisse                        | Novartis · 267,897.0                                          | Drapeau des États-Unis                      | General Electric · 267,717.4                            | Drapeau des États-Unis | Amazon.com, Inc. · 240,100.0   | Drapeau des États-Unis | Wells Fargo · 277,700.0           |

### 2014
| Rang | Premier trimestre      | Premier trimestre              | Second trimestre                              | Second trimestre               | Troisième trimestre    | Troisième trimestre            | Quatrième trimestre                         | Quatrième trimestre                                           |
| ---- | ---------------------- | ------------------------------ | --------------------------------------------- | ------------------------------ | ---------------------- | ------------------------------ | ------------------------------------------- | ------------------------------------------------------------- |
| 1    | Drapeau des États-Unis | Apple Inc. · 478,766.1         | Drapeau des États-Unis                        | Apple Inc. · 560,337.4         | Drapeau des États-Unis | Apple Inc. · 603,277.4         | Drapeau des États-Unis                      | Apple Inc. · 647,361.0                                        |
| 2    | Drapeau des États-Unis | Exxon Mobil Corp · 422,098.3   | Drapeau des États-Unis                        | Exxon Mobil Corp · 432,357.3   | Drapeau des États-Unis | Exxon Mobil Corp] · 401,094.1  | Drapeau des États-Unis                      | Exxon Mobil Corp · 391,481.9                                  |
| 3    | Drapeau des États-Unis | Microsoft Corp · 340,216.8     | Drapeau des États-Unis                        | Microsoft Corp · 344,458.8     | Drapeau des États-Unis | Microsoft Corp · 381,959.7     | Drapeau des États-Unis                      | Microsoft Corp · 382,880.3                                    |
| 4    | Drapeau des États-Unis | Google LLC · 313,003.9         | Drapeau des États-Unis                        | Google LLC · 358,347.3         | Drapeau des États-Unis | Google LLC · 361,998.4         | Drapeau des États-Unis                      | Berkshire Hathaway · 370,652.6                                |
| 5    | Drapeau des États-Unis | Berkshire Hathaway · 308,090.6 | Drapeau des États-Unis                        | Berkshire Hathaway · 312,216.7 | Drapeau des États-Unis | Berkshire Hathaway · 340,055.0 | Drapeau des États-Unis                      | Google LLC · 329,768.5                                        |
| 6    | Drapeau des États-Unis | Johnson & Johnson · 277,826.2  | Drapeau des États-Unis                        | Johnson & Johnson · 276,837.0  | Drapeau des États-Unis | Johnson & Johnson · 300,614.2  | Drapeau de la République populaire de Chine | PetroChina · 305,536.1                                        |
| 7    | Drapeau des États-Unis | Wells Fargo · 261,217.5        | Drapeau des États-Unis                        | Wells Fargo · 261,217.5        | Drapeau des États-Unis | Wells Fargo · 270,782.4        | Drapeau des États-Unis                      | Johnson & Johnson · 292,702.8                                 |
| 8    | Drapeau des États-Unis | General Electric · 259,547.3   | Drapeau des Pays-Bas · Drapeau du Royaume-Uni | Royal Dutch Shell · 269,563.4  | Drapeau des États-Unis | General Electric · 257,068.4   | Drapeau des États-Unis                      | Wells Fargo · 284,385.6                                       |
| 9    | Drapeau de la Suisse   | Hoffmann-La Roche · 258,542.1  | Drapeau des États-Unis                        | General Electric · 263,529.6   | Drapeau de la Suisse   | Novartis · 255,326.4           | Drapeau des États-Unis                      | Wal-Mart · 276,807.4                                          |
| 10   | Drapeau des États-Unis | Wal-Mart · 246,805.7           | Drapeau de la Suisse                          | Hoffmann-La Roche · 256,322.8  | Drapeau de la Suisse   | Hoffmann-La Roche · 254,543.8  | Drapeau de la République populaire de Chine | Banque industrielle et commerciale de Chine(ICBC) · 271,146.1 |

### 2013
| Rang | Premier trimestre                           | Premier trimestre                                | Second trimestre                            | Second trimestre                                        | Troisième trimestre    | Troisième trimestre            | Quatrième trimestre    | Quatrième trimestre            |
| ---- | ------------------------------------------- | ------------------------------------------------ | ------------------------------------------- | ------------------------------------------------------- | ---------------------- | ------------------------------ | ---------------------- | ------------------------------ |
| 1    | Drapeau des États-Unis                      | Apple Inc. · 415,683.3                           | Drapeau des États-Unis                      | Exxon Mobil Corp · 401,729.8                            | Drapeau des États-Unis | Apple Inc. · 433,099.6         | Drapeau des États-Unis | Apple Inc. · 504,770.8         |
| 2    | Drapeau des États-Unis                      | Exxon Mobil Corp · 403,733.1                     | Drapeau des États-Unis                      | Apple Inc. · 372,202.3                                  | Drapeau des États-Unis | Exxon Mobil Corp · 378,716.2   | Drapeau des États-Unis | Exxon Mobil Corp · 442,142.8   |
| 3    | Drapeau des États-Unis                      | Berkshire Hathaway · 256,801.8                   | Drapeau des États-Unis                      | Microsoft Corp · 288,488.8                              | Drapeau des États-Unis | Berkshire Hathaway · 280,001.5 | Drapeau des États-Unis | Microsoft Corp · 312,297.3     |
| 4    | Drapeau de la République populaire de Chine | PetroChina · 254,618.7                           | Drapeau des États-Unis                      | Berkshire Hathaway · 276,548.5                          | Drapeau des États-Unis | Microsoft Corp · 277,220.9     | Drapeau des États-Unis | Google LLC · 310,079.1         |
| 5    | Drapeau des États-Unis                      | Wal-Mart · 246,373.3                             | Drapeau des États-Unis                      | Wal-Mart · 244,079.4                                    | Drapeau des États-Unis | Johnson & Johnson · 244,298.5  | Drapeau des États-Unis | Berkshire Hathaway · 292,396.0 |
| 6    | Drapeau des États-Unis                      | General Electric · 239,775.6                     | Drapeau des États-Unis                      | Johnson & Johnson · 241,170.9                           | Drapeau des États-Unis | General Electric · 243,290.4   | Drapeau des États-Unis | General Electric · 283,589.8   |
| 7    | Drapeau des États-Unis                      | Microsoft Corp · 239,602.3                       | Drapeau des États-Unis                      | General Electric · 239,787.2                            | Drapeau des États-Unis | Wal-Mart · 240,773.3           | Drapeau des États-Unis | Johnson & Johnson · 258,415.4  |
| 8    | Drapeau des États-Unis                      | International Business Machine (IBM) · 237,724.7 | Drapeau des États-Unis                      | Google LLC · 238,688.6                                  | Drapeau des États-Unis | Google LLC · 237,479.4         | Drapeau des États-Unis | Wal-Mart · 254,622.8           |
| 9    | Drapeau de la Suisse                        | Nestlé · 233,792.1                               | Drapeau des États-Unis                      | Chevron Corp · 229,402.6                                | Drapeau des États-Unis | Chevron Corp · 234,740.8       | Drapeau de la Suisse   | Hoffmann-La Roche · 241,368.0  |
| 10   | Drapeau des États-Unis                      | Chevron Corp · 230,831.2                         | Drapeau de la République populaire de Chine | Banque industrielle et commerciale de Chine · 226,879.8 | Drapeau de la Suisse   | Hoffmann-La Roche · 232,495.2  | Drapeau des États-Unis | Chevron Corp · 240,223.4       |

### 2012
| Rang | Premier trimestre                             | Premier trimestre                                       | Second trimestre                              | Second trimestre                                        | Troisième trimestre                           | Troisième trimestre                               | Quatrième trimestre                             | Quatrième trimestre                                     |
| ---- | --------------------------------------------- | ------------------------------------------------------- | --------------------------------------------- | ------------------------------------------------------- | --------------------------------------------- | ------------------------------------------------- | ----------------------------------------------- | ------------------------------------------------------- |
| 1    | Drapeau des États-Unis                        | Apple Inc. · 559,002.1                                  | Drapeau des États-Unis                        | Apple Inc. · 546,076.1                                  | Drapeau des États-Unis                        | Apple Inc. · 625,348.1                            | Drapeau des États-Unis                          | Apple Inc. · 500,610.7                                  |
| 2    | Drapeau des États-Unis                        | Exxon Mobil · 408,777.4                                 | Drapeau des États-Unis                        | Exxon Mobil · 400,139.1                                 | Drapeau des États-Unis                        | Exxon Mobil · 422,127.5                           | Drapeau des États-Unis                          | Exxon Mobil · 394,610.9                                 |
| 3    | Drapeau de la République populaire de Chine   | PetroChina · 278,968.4                                  | Drapeau de la République populaire de Chine   | PetroChina · 257,685.8                                  | Drapeau de la République populaire de Chine   | PetroChina · 253,853.3                            | Drapeau de la République populaire de Chine     | PetroChina · 264,833.4                                  |
| 4    | Drapeau des États-Unis                        | Microsoft Corp · 270,644.1                              | Drapeau des États-Unis                        | Microsoft Corp · 256,982.4                              | Drapeau des États-Unis                        | Microsoft Corp · 249,489.8                        | Drapeau de l'Australie · Drapeau du Royaume-Uni | BHP Billiton · 247,409.0                                |
| 5    | Drapeau des États-Unis                        | International Business Machines (IBM) · 241,754.6       | Drapeau des États-Unis                        | Wal-Mart · 235,900.3                                    | Drapeau des États-Unis                        | Wal-Mart · 248,074.4                              | Drapeau de la République populaire de Chine     | Banque industrielle et commerciale de Chine · 236,457.9 |
| 6    | Drapeau de la République populaire de Chine   | Banque industrielle et commerciale de Chine · 236,335.4 | Drapeau des États-Unis                        | International Business Machines (IBM) · 225,598.5       | Drapeau des États-Unis                        | General Electric · 239,791.2                      | Drapeau de la République populaire de Chine     | China Mobile · 234,040.2                                |
| 7    | Drapeau des Pays-Bas · Drapeau du Royaume-Uni | Royal Dutch Shell · 222,425.1                           | Drapeau des États-Unis                        | General Electric · 220,806.3                            | Drapeau des États-Unis                        | International Business Machines (IBM) · 237,068.4 | Drapeau des États-Unis                          | Wal-Mart · 228,245.4                                    |
| 8    | Drapeau de la République populaire de Chine   | China Mobile · 220,978.9                                | Drapeau de la République populaire de Chine   | China Mobile · 219,481.3                                | Drapeau des États-Unis                        | Chevron Corp · 228,707.1                          | Drapeau de la Corée du Sud                      | Samsung Electronics · 227,581.8                         |
| 9    | Drapeau des États-Unis                        | General Electric · 212,317.7                            | Drapeau des Pays-Bas · Drapeau du Royaume-Uni | Royal Dutch Shell · 217,048.2                           | Drapeau de la République populaire de Chine   | China Mobile · 222,817.8                          | Drapeau des États-Unis                          | Microsoft Corp · 224,801.0                              |
| 10   | Drapeau des États-Unis                        | Chevron Corp · 211,950.6                                | Drapeau de la République populaire de Chine   | Banque industrielle et commerciale de Chine · 211,196.0 | Drapeau des Pays-Bas · Drapeau du Royaume-Uni | Royal Dutch Shell · 222,669.6                     | Drapeau des Pays-Bas · Drapeau du Royaume-Uni   | Royal Dutch Shell · 222,669.6                           |

### 2011
| Rang | Premier trimestre                               | Premier trimestre                                              | Second trimestre                                | Second trimestre                                               | Troisième trimestre                           | Troisième trimestre                                            | Quatrième trimestre                           | Quatrième trimestre                                            |
| ---- | ----------------------------------------------- | -------------------------------------------------------------- | ----------------------------------------------- | -------------------------------------------------------------- | --------------------------------------------- | -------------------------------------------------------------- | --------------------------------------------- | -------------------------------------------------------------- |
| 1    | Drapeau des États-Unis                          | Exxon Mobil · 417,166.7                                        | Drapeau des États-Unis                          | Exxon Mobil · 400,884.5                                        | Drapeau des États-Unis                        | Apple Inc. · 353,518.1                                         | Drapeau des États-Unis                        | Exxon Mobil · 406,272.1                                        |
| 2    | Drapeau de la République populaire de Chine     | PetroChina · 326,199.2                                         | Drapeau des États-Unis                          | Apple Inc.. · 310,412.3                                        | Drapeau des États-Unis                        | Exxon Mobil · 353,135.2                                        | Drapeau des États-Unis                        | Apple Inc. · 376,410.6                                         |
| 3    | Drapeau des États-Unis                          | Apple Inc. · 321,072.1                                         | Drapeau de la République populaire de Chine     | PetroChina · 303,649.9                                         | Drapeau de la République populaire de Chine   | PetroChina · 276,473.9                                         | Drapeau de la République populaire de Chine   | PetroChina · 276,844.9                                         |
| 4    | Drapeau de la République populaire de Chine     | Banque industrielle et commerciale de Chine (ICBC) · 251,078.1 | Drapeau de la République populaire de Chine     | Banque industrielle et commerciale de Chine (ICBC) · 246,850.5 | Drapeau des États-Unis                        | International Business Machines Corporation (IBM) · 208,843.5  | Drapeau des Pays-Bas · Drapeau du Royaume-Uni | Royal Dutch Shell · 236,677.0                                  |
| 5    | Drapeau du Brésil                               | Petrobras · 247,417.6                                          | Drapeau de l'Australie · Drapeau du Royaume-Uni | BHP Billiton · 233,626.5                                       | Drapeau des États-Unis                        | Microsoft Corp · 208,534.9                                     | Drapeau de la République populaire de Chine   | Banque industrielle et commerciale de Chine (ICBC) · 228,168.1 |
| 6    | Drapeau de l'Australie · Drapeau du Royaume-Uni | BHP Billiton · 247,079.5                                       | Drapeau des Pays-Bas · Drapeau du Royaume-Uni   | Royal Dutch Shell · 225,122.8                                  | Drapeau de la République populaire de Chine   | Banque industrielle et commerciale de Chine (ICBC) · 206,021.4 | Drapeau des États-Unis                        | Microsoft Corp · 218,380.1                                     |
| 7    | Drapeau de la République populaire de Chine     | China Construction Bank · 232,608.6                            | Drapeau des États-Unis                          | Microsoft Corp · 219,251.9                                     | Drapeau de la République populaire de Chine   | China Mobile · 198,778.7                                       | Drapeau des États-Unis                        | International Business Machines Corporation (IBM) · 216,724.4  |
| 8    | Drapeau des Pays-Bas · Drapeau du Royaume-Uni   | Royal Dutch Shell · 226,128.7                                  | Drapeau de la Suisse                            | Nestlé · 215,017.5                                             | Drapeau des Pays-Bas · Drapeau du Royaume-Uni | Royal Dutch Shell · 197,061.1                                  | Drapeau des États-Unis                        | Chevron Corp · 211,893.9                                       |
| 9    | Drapeau des États-Unis                          | Chevron Corp · 215,780.6                                       | Drapeau du Brésil                               | Petrobras · 210,111.4                                          | Drapeau de la Suisse                          | Nestlé · 191,115.6                                             | Drapeau des États-Unis                        | Wal-Mart · 204,659.8                                           |
| 10   | Drapeau des États-Unis                          | Microsoft Corp · 213,336.4                                     | Drapeau des États-Unis                          | International Business Machines (IBM) · 207,781.4              | Drapeau des États-Unis                        | Chevron Corp · 185,456.1                                       | Drapeau de la République populaire de Chine   | China Mobile · 196,148.4                                       |

### 2010
| Rang | Premier trimestre                               | Premier trimestre                                             | Second trimestre                            | Second trimestre                                              | Troisième trimestre                             | Troisième trimestre                                           | Quatrième trimestre                             | Quatrième trimestre                                           |
| ---- | ----------------------------------------------- | ------------------------------------------------------------- | ------------------------------------------- | ------------------------------------------------------------- | ----------------------------------------------- | ------------------------------------------------------------- | ----------------------------------------------- | ------------------------------------------------------------- |
| 1    | Drapeau de la République populaire de Chine     | PetroChina · 329,259.7                                        | Drapeau des États-Unis                      | Exxon Mobil · 291,789.1                                       | Drapeau des États-Unis                          | Exxon Mobil · 314,622.5                                       | Drapeau des États-Unis                          | Exxon Mobil · 368,711.5                                       |
| 2    | Drapeau des États-Unis                          | Exxon Mobil · 316,230.8                                       | Drapeau de la République populaire de Chine | PetroChina · 268,504.8                                        | Drapeau de la République populaire de Chine     | PetroChina · 270,889.9                                        | Drapeau de la République populaire de Chine     | PetroChina · 303,273.6                                        |
| 3    | Drapeau des États-Unis                          | Microsoft Corp · 256,864.7                                    | Drapeau des États-Unis                      | Apple Inc. · 228,876.8                                        | Drapeau des États-Unis                          | Apple Inc. · 259,223.4                                        | Drapeau des États-Unis                          | Apple Inc. · 295,886.3                                        |
| 4    | Drapeau de la République populaire de Chine     | Banque industrielle et commerciale de Chine (BCC) · 246,419.8 | Drapeau de la République populaire de Chine | Banque industrielle et commerciale de Chine (BCC) · 211,258.7 | Drapeau du Brésil                               | Petrobras · 220,616.5                                         | Drapeau de l'Australie · Drapeau du Royaume-Uni | BHP Billiton · 243,540.3                                      |
| 5    | Drapeau des États-Unis                          | Apple Inc.. · 213,096.7                                       | Drapeau des États-Unis                      | Microsoft Corp · 201,655.8                                    | Drapeau de la République populaire de Chine     | Banque industrielle et commerciale de Chine (BCC) · 213,364.1 | Drapeau des États-Unis                          | Microsoft Corp · 238,784.5                                    |
| 6    | Drapeau de l'Australie · Drapeau du Royaume-Uni | BHP Billiton · 209,935.1                                      | Drapeau de la République populaire de Chine | China Mobile · 201,471.2                                      | Drapeau des États-Unis                          | Microsoft Corp · 210,676.4                                    | Drapeau de la République populaire de Chine     | Banque industrielle et commerciale de Chine (BCC) · 233,369.1 |
| 7    | Drapeau des États-Unis                          | Wal-Mart · 209,000.7                                          | Drapeau des États-Unis                      | Berkshire Hathaway · 197,356.8                                | Drapeau de la République populaire de Chine     | China Mobile · 205,339.6                                      | Drapeau du Brésil                               | Petrobras · 229,066.6                                         |
| 8    | Drapeau des États-Unis                          | Berkshire Hathaway · 200,620.5                                | Drapeau de la République populaire de Chine | China Construction Bank (CCB) · 189,170.7                     | Drapeau des États-Unis                          | Berkshire Hathaway · 204,792.0                                | Drapeau de la République populaire de Chine     | China Construction Bank (CCB) · 222,245.1                     |
| 9    | Drapeau des États-Unis                          | General Electric · 194,246.2                                  | Drapeau des États-Unis                      | Wal-Mart · 178,322.7                                          | Drapeau de la République populaire de Chine     | China Construction Bank (CCB) · 202,998.4                     | Drapeau des Pays-Bas · Drapeau du Royaume-Uni   | Royal Dutch Shell · 208,593.7                                 |
| 10   | Drapeau de la République populaire de Chine     | China Mobile · 192,998.6                                      | Drapeau des États-Unis                      | Procter & Gamble 172,736.5                                    | Drapeau de l'Australie · Drapeau du Royaume-Uni | BHP Billiton · 196,866.0                                      | Drapeau de la Suisse                            | Nestlé · 203,534.3                                            |

### 2009
| Rang | Premier trimestre                             | Premier trimestre                                     | Second trimestre                              | Second trimestre                                        | Troisième trimestre                           | Troisième trimestre                                     | Quatrième trimestre                             | Quatrième trimestre                                     |
| ---- | --------------------------------------------- | ----------------------------------------------------- | --------------------------------------------- | ------------------------------------------------------- | --------------------------------------------- | ------------------------------------------------------- | ----------------------------------------------- | ------------------------------------------------------- |
| 1    | Drapeau des États-Unis                        | Exxon Mobil Corp · 336,527                            | Drapeau de la République populaire de Chine   | PetroChina · 366,662.9                                  | Drapeau des États-Unis                        | Exxon Mobil Corp · 329,725                              | Drapeau de la République populaire de Chine     | PetroChina · 353,140.1                                  |
| 2    | Drapeau de la République populaire de Chine   | PetroChina · 287,185                                  | Drapeau des États-Unis                        | Exxon Mobil Corp · 341,140.3                            | Drapeau de la République populaire de Chine   | PetroChina · 325,097.5                                  | Drapeau des États-Unis                          | Exxon Mobil Corp · 323,717.1                            |
| 3    | Drapeau des États-Unis                        | Wal-Mart · 204,365                                    | Drapeau de la République populaire de Chine   | Banque industrielle et commerciale de Chine · 257,004.4 | Drapeau de la République populaire de Chine   | Banque industrielle et commerciale de Chine · 237,951.5 | Drapeau des États-Unis                          | Microsoft Corp · 270,635.4                              |
| 4    | Drapeau de la République populaire de Chine   | Banque industrielle et commerciale de Chine · 187,885 | Drapeau des États-Unis                        | Microsoft Corp · 211,546.2                              | Drapeau des États-Unis                        | Microsoft Corp · 229,630.7                              | Drapeau de la République populaire de Chine     | Banque industrielle et commerciale de Chine · 268,956.2 |
| 5    | Drapeau de la République populaire de Chine   | China Mobile · 174,673                                | Drapeau de la République populaire de Chine   | China Mobile · 200,832.4                                | Drapeau du Royaume-Uni                        | Hong Kong & Shanghai Banking Corps (HSBC) · 198,561.1   | Drapeau des États-Unis                          | Wal-Mart · 203,653.6                                    |
| 6    | Drapeau des États-Unis                        | Microsoft Corp · 163,320                              | Drapeau des États-Unis                        | Wal-Mart · 188,752.0                                    | Drapeau de la République populaire de Chine   | China Mobile · 195,680.4                                | Drapeau de la République populaire de Chine     | China Construction Bank · 201,436.1                     |
| 7    | Drapeau des États-Unis                        | AT&T Inc. · 148,511                                   | Drapeau de la République populaire de Chine   | China Construction Bank · 182,186.7                     | Drapeau des États-Unis                        | Wal-Mart · 189,331.6                                    | Drapeau de l'Australie · Drapeau du Royaume-Uni | BHP Billiton · 201,248                                  |
| 8    | Drapeau des États-Unis                        | Johnson & Johnson · 145,481                           | Drapeau du Brésil                             | Petrobras · 165,056.9                                   | Drapeau du Brésil                             | Petrobras · 189,027.7                                   | Drapeau du Royaume-Uni                          | HSBC · 199,254.9                                        |
| 9    | Drapeau des Pays-Bas · Drapeau du Royaume-Uni | Royal Dutch Shell · 138,999                           | Drapeau des États-Unis                        | Johnson & Johnson · 156,515.9                           | Drapeau de la République populaire de Chine   | China Construction Bank · 186,816.7                     | Drapeau du Brésil                               | Petrobras · 199,107.9                                   |
| 10   | Drapeau des États-Unis                        | Procter & Gamble · 138,013                            | Drapeau des Pays-Bas · Drapeau du Royaume-Uni | Royal Dutch Shell · 156,386.7                           | Drapeau des Pays-Bas · Drapeau du Royaume-Uni | Royal Dutch Shell · 175,986.1                           | Drapeau des États-Unis                          | Apple Inc. · 189,801.7                                  |

### 2008
| Rang | Premier trimestre                             | Premier trimestre                                     | Second trimestre                              | Second trimestre                                        | Troisième trimestre                           | Troisième trimestre                                     | Quatrième trimestre    | Quatrième trimestre                                   |
| ---- | --------------------------------------------- | ----------------------------------------------------- | --------------------------------------------- | ------------------------------------------------------- | --------------------------------------------- | ------------------------------------------------------- | ---------------------- | ----------------------------------------------------- |
| 1    | Drapeau des États-Unis                        | Exxon Mobil · 452,505                                 | Drapeau des États-Unis                        | Exxon Mobil · 465,652                                   | Drapeau des États-Unis                        | Exxon Mobil · 403,366                                   | Drapeau des États-Unis | Exxon Mobil · 406,067                                 |
| 2    | Chine                                         | PetroChina · 423,996                                  | Chine                                         | PetroChina · 341,140.3                                  | Chine                                         | PetroChina · 325,097.5                                  | Chine                  | PetroChina · 259,836                                  |
| 3    | Drapeau des États-Unis                        | General Electric · 369,569                            | Chine                                         | Banque industrielle et commerciale de Chine · 257,004.4 | Chine                                         | Banque industrielle et commerciale de Chine · 237,951.5 | Drapeau des États-Unis | Wal-Mart Inc. · 219,898                               |
| 4    | Drapeau de la Russie                          | Gazprom · 299,764                                     | Drapeau des États-Unis                        | Microsoft Corp · 211,546.2                              | Drapeau des États-Unis                        | Microsoft Corp · 229,630.7                              | Chine                  | China Mobile · 201,291                                |
| 5    | Chine                                         | China Mobile · 298,093                                | Drapeau de la République populaire de Chine   | China Mobile · 200,832.4                                | Drapeau du Royaume-Uni                        | HSBC · 198,561.1                                        | Drapeau des États-Unis | Procter & Gamble · 184,576                            |
| 6    | Chine                                         | Banque industrielle et commerciale de Chine · 277,236 | Drapeau des États-Unis                        | Wal-Mart Inc. · 188,752.0                               | Chine                                         | China Mobile · 195,680.4                                | Chine                  | Banque industrielle et commerciale de Chine · 173,930 |
| 7    | Drapeau des États-Unis                        | Microsoft Corp · 264,132                              | Chine                                         | China Construction Bank · 182,186.7                     | Drapeau des États-Unis                        | Wal-Mart Inc. · 189,331.6                               | Drapeau des États-Unis | Microsoft Corp · 172,929                              |
| 8    | Drapeau des États-Unis                        | AT&T, Inc. · 231,168                                  | Drapeau du Brésil                             | Petrobras · 165,056.9                                   | Drapeau du Brésil                             | Petrobras · 189,027.7                                   | Drapeau des États-Unis | AT&T, Inc. · 167,950                                  |
| 9    | Drapeau des Pays-Bas · Drapeau du Royaume-Uni | Royal Dutch Shell · 220,110                           | Drapeau des États-Unis                        | Johnson & Johnson · 156,515.9                           | Chine                                         | China Construction Bank · 186,816.7                     | Drapeau des États-Unis | Johnson & Johnson · 166,002                           |
| 10   | Drapeau des États-Unis                        | Procter & Gamble · 215,640                            | Drapeau des Pays-Bas · Drapeau du Royaume-Uni | Royal Dutch Shell · 156,386.7                           | Drapeau des Pays-Bas · Drapeau du Royaume-Uni | Royal Dutch Shell · 175,986.1                           | Drapeau des États-Unis | General Electric · 161,278                            |

### 2007
| Rang | Premier Trimestre | Premier Trimestre                           | Second trimestre | Second trimestre         | Troisième trimestre | Troisième trimestre                         | Quatrième trimestre | Quatrième trimestre                                 |
| ---- | ----------------- | ------------------------------------------- | ---------------- | ------------------------ | ------------------- | ------------------------------------------- | ------------------- | --------------------------------------------------- |
| 1    | États-Unis        | Exxon Mobil                                 | États-Unis       | Exxon Mobil              | États-Unis          | Exxon Mobil                                 | Chine               | PetroChina 723,952                                  |
| 2    | États-Unis        | General Electric                            | États-Unis       | General Electric         | États-Unis          | General Electric                            | États-Unis          | Exxon Mobil 511,887                                 |
| 3    | États-Unis        | Microsoft Corporation                       | États-Unis       | Microsoft Corporation    | Hong Kong           | China Mobile                                | États-Unis          | General Electric 374,637                            |
| 4    | États-Unis        | Citigroup                                   | Pays-Bas         | Royal Dutch Shell        | Chine               | Banque industrielle et commerciale de Chine | Hong Kong           | China Mobile 354,120                                |
| 5    | États-Unis        | AT&T                                        | États-Unis       | AT&T                     | États-Unis          | Microsoft Corporation                       | Chine               | Banque industrielle et commerciale de Chine 338,989 |
| 6    | Russie            | Gazprom                                     | États-Unis       | Citigroup                | Pays-Bas            | Royal Dutch Shell                           | États-Unis          | Microsoft Corporation 333,054                       |
| 7    | Japon             | Toyota Motor Corporation                    | Russie           | Gazprom                  | Russie              | Gazprom                                     | Russie              | Gazprom 329,591                                     |
| 8    | États-Unis        | Bank of America                             | Royaume-Uni      | BP                       | États-Unis          | AT&T                                        | Pays-Bas            | Royal Dutch Shell 269,544                           |
| 9    | Chine             | Banque industrielle et commerciale de Chine | Japon            | Toyota Motor Corporation | États-Unis          | Citigroup                                   | États-Unis          | AT&T 252,051                                        |
| 10   | Pays-Bas          | Royal Dutch Shell                           | États-Unis       | Bank of America          | États-Unis          | Bank of America                             | Chine               | Sinopec 249,645                                     |

### 2006
Quatrième trimestre
Ce Financial Times est basé sur la liste datée de décembre 2006. Les changements de valorisations boursières indiquées sont relatifs au trimestre précédent.
| Rang | Nom                                         | Siège social | Secteur        | Valorisation boursière (million d'USD) |
| ---- | ------------------------------------------- | ------------ | -------------- | -------------------------------------- |
| 1    | Exxon Mobil                                 | États-Unis   | Essence et gaz | 446,943                                |
| 2    | General Electric                            | États-Unis   | Conglomérat    | 383,564                                |
| 3    | Microsoft Corporation                       | États-Unis   | Informatique   | 293,537                                |
| 4    | Citigroup                                   | États-Unis   | Banque         | 273,691                                |
| 5    | Gazprom                                     | Russie       | Essence et gaz | 271,482                                |
| 6    | Banque industrielle et commerciale de Chine | Chine        | Banque         | 254,592                                |
| 7    | Toyota Motor Corporation                    | Japon        | Automobile     | 241,161                                |
| 8    | Bank of America                             | États-Unis   | Banque         | 239,758                                |
| 9    | Royal Dutch Shell                           | Pays-Bas     | Essence et gaz | 225,781                                |
| 10   | BP                                          | Royaume-Uni  | Essence et gaz | 218,643                                |

Troisième trimestre
Ce Financial Times est basé sur la liste datée du 30 septembre 2006. Les changements de valorisations boursières indiquées sont relatifs au trimestre précédent.
| Rang | Nom                   | Siège social | Secteur        | Valorisation boursière (million d'USD) |
| ---- | --------------------- | ------------ | -------------- | -------------------------------------- |
| 1    | Exxon Mobil           | États-Unis   | Essence et gaz | 398,906                                |
| 2    | General Electric      | États-Unis   | Conglomérat    | 364,414                                |
| 3    | Microsoft Corporation | États-Unis   | Informatique   | 272,679.0                              |
| 4    | Gazprom               | Russie       | Essence et gaz | 254,634.3                              |
| 5    | Citigroup             | États-Unis   | Banque         | 246,727                                |
| 6    | Bank of America       | États-Unis   | Banque         | 242,451                                |
| 7    | Royal Dutch Shell     | Pays-Bas     | Essence et gaz | 216,368                                |
| 8    | BP                    | Royaume-Uni  | Essence et gaz | 215,623                                |
| 9    | HSBC                  | Royaume-Uni  | Banque         | 209,774                                |
| 10   | Pfizer                | États-Unis   | Santé          | 206,7853                               |

Second trimestre
Ce Financial Times est basé sur la liste datée du 30 juin 2006. Les changements de valorisations boursières indiqués sont relatifs au trimestre précédent.
| Rang | Nom                   | Siège social | Secteur            | Valorisation boursière (million d'USD) |
| ---- | --------------------- | ------------ | ------------------ | -------------------------------------- |
| 1    | Exxon Mobil           | États-Unis   | Essence et gaz     | 371,187                                |
| 2    | General Electric      | États-Unis   | Conglomérat        | 342,731                                |
| 3    | Gazprom               | Russie       | Essence et gaz     | 246,341                                |
| 4    | Citigroup             | États-Unis   | Banque             | 239,862                                |
| 5    | Microsoft Corporation | États-Unis   | Informatique       | 237,688                                |
| 6    | BP                    | Royaume-Uni  | Essence et gaz     | 233,151                                |
| 7    | Royal Dutch Shell     | Pays-Bas     | Essence et gaz     | 224,925                                |
| 8    | Bank of America       | États-Unis   | Banque             | 219,504                                |
| 9    | HSBC                  | Royaume-Uni  | Banque             | 201,854                                |
| 10   | Wal-Mart              | États-Unis   | Commerce de détail | 200,762                                |

Premier trimestre
Ce Financial Times est basé sur la liste datée du 31 mars 2006. Les changements de valorisations boursières indiquées sont relatifs au trimestre précédent.
| Rang | Nom                      | Siège social | Secteur            | Valorisation boursière (million d'USD) |
| ---- | ------------------------ | ------------ | ------------------ | -------------------------------------- |
| 1    | Exxon Mobil              | États-Unis   | Essence et gaz     | 371,631                                |
| 2    | General Electric         | États-Unis   | Conglomérat        | 362,527                                |
| 3    | Microsoft Corporation    | États-Unis   | Informatique       | 281,171                                |
| 4    | Citigroup                | États-Unis   | Banque             | 238,935                                |
| 5    | BP                       | Royaume-Uni  | Oil and gas        | 233,260                                |
| 6    | Bank of America          | États-Unis   | Banque             | 211,706                                |
| 7    | Royal Dutch Shell        | Pays-Bas     | Essence et gaz     | 211,280                                |
| 8    | Wal-Mart                 | États-Unis   | Commerce de détail | 196,860                                |
| 9    | Toyota Motor Corporation | Japon        | Automobile         | 196,731                                |
| 10   | Gazprom                  | Russie       | Essence et gaz     | 196,339                                |

### 2005
Ce Financial Times est basé sur la liste datée du 31 mars 2005.
| Rang | Nom                   | Siège social | Secteur            | Valorisation boursière (million d'USD) |
| ---- | --------------------- | ------------ | ------------------ | -------------------------------------- |
| 1    | General Electric      | États-Unis   | Conglomérat        | 382,233                                |
| 2    | Exxon Mobil           | États-Unis   | Essence et gaz     | 380,567                                |
| 3    | Microsoft Corporation | États-Unis   | Informatique       | 262,975                                |
| 4    | Citigroup             | États-Unis   | Banque             | 234,437                                |
| 5    | BP                    | Royaume-Uni  | Essence et gaz     | 221,365                                |
| 6    | Wal-Mart              | États-Unis   | Commerce de détail | 212,209                                |
| 7    | Royal Dutch Shell     | Pays-Bas     | Essence et gaz     | 210,630                                |
| 8    | Johnson & Johnson     | États-Unis   | Santé              | 199,711                                |
| 9    | Pfizer                | États-Unis   | Santé              | 195,945                                |
| 10   | Bank of America       | États-Unis   | Banque             | 178,765                                |

### 2004
Ce Financial Times est basé sur la liste datée du 31 mars 2004.
| Rang | Nom                          | Siège social | Secteur               | Valorisation boursière (million d'USD) |
| ---- | ---------------------------- | ------------ | --------------------- | -------------------------------------- |
| 1    | General Electric             | États-Unis   | Conglomérat           | 299,336                                |
| 2    | Microsoft Corporation        | États-Unis   | Informatique          | 271,911                                |
| 3    | Exxon Mobil                  | États-Unis   | Essence et gaz        | 263,940                                |
| 4    | Pfizer                       | États-Unis   | Santé                 | 261,616                                |
| 5    | Citigroup                    | États-Unis   | Banque                | 259,191                                |
| 6    | Wal-Mart                     | États-Unis   | Commerce de détail    | 258,888                                |
| 7    | American International Group | États-Unis   | Assurance             | 183,696                                |
| 8    | Intel Corporation            | États-Unis   | Matériel informatique | 179,996                                |
| 9    | BP                           | Royaume-Uni  | Essence et gaz        | 174,648                                |
| 10   | HSBC                         | Royaume-Uni  | Banking               | 163,574                                |

### 2003
Ce Financial Times est basé sur la liste datée du 31 mars 2003.
| Rang | Nom                   | Siège social | Secteur                            | Valorisation boursière (million d'USD) |
| ---- | --------------------- | ------------ | ---------------------------------- | -------------------------------------- |
| 1    | Microsoft Corporation | États-Unis   | informatique                       | 264,003                                |
| 2    | General Electric      | États-Unis   | Conglomérat                        | 259,647                                |
| 3    | Exxon Mobil           | États-Unis   | Essence et gaz                     | 241,037                                |
| 4    | Wal-Mart              | États-Unis   | Commerce de détail                 | 234,399                                |
| 5    | Pfizer                | États-Unis   | Santé                              | 195,948                                |
| 6    | Citigroup             | États-Unis   | Banque                             | 183,887                                |
| 7    | Johnson & Johnson     | États-Unis   | Santé                              | 170,417                                |
| 8    | Royal Dutch Shell     | Pays-Bas     | Essence et gaz                     | 149,034                                |
| 9    | BP                    | Royaume-Uni  | Essence et gaz                     | 144,381                                |
| 10   | IBM                   | États-Unis   | Materiel informatique et logiciels | 139,272                                |

### 2002
Ce Financial Times est basé sur la liste du 31 mars 2002.
| Rang | Nom                   | Siège social | Secteur               | Valorisation boursière (million d'USD) |
| ---- | --------------------- | ------------ | --------------------- | -------------------------------------- |
| 1    | General Electric      | États-Unis   | Conglomérat           | 372,089                                |
| 2    | Microsoft Corporation | États-Unis   | Informatique          | 326,639                                |
| 3    | Exxon Mobil           | États-Unis   | Essence et gaz        | 299,820                                |
| 4    | Wal-Mart              | États-Unis   | Commerce de détail    | 273,220                                |
| 5    | Citigroup             | États-Unis   | Banque                | 255,299                                |
| 6    | Pfizer                | États-Unis   | Santé                 | 249,021                                |
| 7    | Intel Corporation     | États-Unis   | Matériel informatique | 203,838                                |
| 8    | BP                    | Royaume-Uni  | Essence et gaz        | 200,794                                |
| 9    | Johnson & Johnson     | États-Unis   | Santé                 | 197,912                                |
| 10   | Royal Dutch Shell     | Pays-Bas     | Essence et gaz        | 189,913                                |

### 2001
Ce Financial Times est basé sur la liste du 31 mars 2001.
| Rang | Nom                   | Siège social | Secteur                     | Valorisation boursière (million d'USD) |
| ---- | --------------------- | ------------ | --------------------------- | -------------------------------------- |
| 1    | General Electric      | États-Unis   | Conglomérat                 | 477,406                                |
| 2    | Cisco Systems         | États-Unis   | Matériel réseau et serveurs | 304,699                                |
| 3    | Exxon Mobil           | États-Unis   | Essence et gaz              | 286,367                                |
| 4    | Pfizer                | États-Unis   | Santé                       | 263,996                                |
| 5    | Microsoft Corporation | États-Unis   | Informatique                | 258,436                                |
| 6    | Wal-Mart              | États-Unis   | Commerce de détail          | 250,955                                |
| 7    | Citigroup             | États-Unis   | Banque                      | 250,143                                |
| 8    | Vodafone              | Royaume-Uni  | Télécommunications          | 227,175                                |
| 9    | Intel Corporation     | États-Unis   | Matériel informatique       | 227,048                                |
| 10   | Royal Dutch Shell     | Pays-Bas     | Essence et gaz              | 206,340                                |

### 2000
Ce Financial Times est basé sur la liste datée du 31 décembre 2000.
| Rang | Nom                            | Siège social | Secteur                     | Valorisation boursière (million d'USD) |
| ---- | ------------------------------ | ------------ | --------------------------- | -------------------------------------- |
| 1    | Microsoft Corporation          | États-Unis   | Informatique                | 586,197                                |
| 2    | General Electric               | États-Unis   | Conglomérat                 | 474,956                                |
| 3    | NTT DoCoMo                     | Japon        | Télécommunications          | 366,204                                |
| 4    | Cisco Systems                  | États-Unis   | Matériel réseau et serveurs | 348,965                                |
| 5    | Wal-Mart                       | États-Unis   | Commerce de détail          | 286,153                                |
| 6    | Intel Corporation              | États-Unis   | Matériel informatique       | 277,096                                |
| 7    | Nippon Telegraph and Telephone | Japon        | Télécommunications          | 274,905                                |
| 8    | Exxon Mobil                    | États-Unis   | Essence et gaz              | 265,894                                |
| 9    | Lucent Technologies            | États-Unis   | Télécommunications          | 237,668                                |
| 10   | Deutsche Telekom               | Allemagne    | Télécommunications          | 209,628                                |

### 1998
Ce Financial Times est basé sur la liste datée du 30 septembre 1998.
| Rang | Nom                   | Siège social | Secteur                             | Valorisation boursière (million d'USD) |
| ---- | --------------------- | ------------ | ----------------------------------- | -------------------------------------- |
| 1    | Microsoft Corporation | États-Unis   | Informatique                        | 271,854                                |
| 2    | General Electric      | États-Unis   | Conglomérat                         | 258,871                                |
| 3    | Exxon Mobil           | États-Unis   | Essence et gaz                      | 172,213                                |
| 4    | Royal Dutch Shell     | Pays-Bas     | Essence et gaz                      | 164,157                                |
| 5    | Merck                 | États-Unis   | Santé                               | 154,753                                |
| 6    | Pfizer                | États-Unis   | Santé                               | 148,074                                |
| 7    | Intel Corporation     | États-Unis   | Matériel informatique               | 144,060                                |
| 8    | The Coca-Cola Company | États-Unis   | Boissons                            | 142,164                                |
| 9    | Wal-Mart              | États-Unis   | Commerce de détail                  | 123,062                                |
| 10   | IBM                   | États-Unis   | Informatique, Materiel informatique | 121,184                                |

### 1997
Ce Financial Times est basé sur la liste datée du 30 septembre 1997.
| Rang | Nom                            | Siège social | Secteur               | Valorisation boursière (million d'USD) |
| ---- | ------------------------------ | ------------ | --------------------- | -------------------------------------- |
| 1    | General Electric               | États-Unis   | Conglomérat           | 222,748                                |
| 2    | Royal Dutch Shell              | Pays-Bas     | Essence et Gaz        | 191,002                                |
| 3    | Microsoft Corporation          | États-Unis   | Informatique          | 159,660                                |
| 4    | Exxon Mobil                    | États-Unis   | Essence et Gaz        | 157,970                                |
| 5    | The Coca-Cola Company          | États-Unis   | Boissons              | 151,288                                |
| 6    | Intel Corporation              | États-Unis   | Matériel informatique | 150,838                                |
| 7    | Nippon Telegraph and Telephone | Japon        | Télécommunications    | 146,139                                |
| 8    | Merck                          | États-Unis   | Santé                 | 120,757                                |
| 9    | Toyota Motor Corporation       | Japon        | Automobile            | 116,585                                |
| 10   | Novartis                       | Suisse       | Santé                 | 104,468                                |

### 1996
ce Financial Times basé sur la liste datée du 30 septembre 1996.
| Rang | Nom                            | Siège social | Secteur            | Valorisation boursière (million d'USD) |
| ---- | ------------------------------ | ------------ | ------------------ | -------------------------------------- |
| 1    | General Electric               | États-Unis   | Conglomérat        | 136,515                                |
| 2    | Royal Dutch Shell              | Pays-Bas     | Essence et gaz     | 128,206                                |
| 3    | The Coca-Cola Company          | États-Unis   | Boisson            | 117,258                                |
| 4    | Nippon Telegraph and Telephone | Japon        | Télécommunications | 113,609                                |
| 5    | Exxon Mobil                    | États-Unis   | Essence et gaz     | 102,161                                |